# Sietas Typ 185
Der Typ 185 ist ein Fährschiffstyp der Sietas-Werft in Hamburg-Neuenfelde, von dem im Jahr 2012 mit der Lolland (2011 entstanden als Samsø) und der Langeland zwei Einheiten abgeliefert wurden. Das dritte Schiff dieser Baureihe wurde nicht komplett fertiggestellt und im Jahr 2015 als Rohbau an einen griechischen Eigner verkauft.

## Geschichte
Die drei Doppelendfähren waren Anfang August 2010 von der in Rønne ansässigen Reederei Nordic Ferry Services A/S geordert worden, aus der am 1. Oktober 2010 die Reederei Danske Færger hervorging. Die Neubauten (NB) erhielten auf der Sietas-Werft die Baunummern 1295, 1296 und 1297.

### Samsø
Das Typschiff der Baureihe ist die Samsø, die ab November 2011 zwischen Hou in Jütland und Sælvig auf Samsø zum Einsatz kommen sollte, um die dortige Fähre Kanhave (IMO 9548562) zu ersetzen. Ursprünglicher Eigner der Samsø war die Reederei Samsø Linen A/S, die im Jahr 2008 eine Kooperation mit der Reederei Nordic Ferry Services (NFS) eingegangen war und von der NFS die neue Fähre für zehn Jahre chartern wollte. Die zwei anderen Typ-185-Fähren waren von NFS für den Liniendienst zwischen Spodsbjerg auf Langeland und Tårs auf Lolland vorgesehen worden.
Die Samsø schwamm am 30. Juli 2011 auf und absolvierte im Oktober ihre erste Probefahrt. Sie wurde am 4. November 2011 auf der damals zur Sietas-Gruppe gehörenden Norderwerft getauft und sollte kurz darauf abgeliefert werden. Danske Færger hatte den Betrieb der neuen Fähre zwischen Hou und Sælvig vom Umbau der dortigen Fähranleger abhängig gemacht, wobei die Kosten von der Hafengesellschaft in Hou und der Kommune Samsø getragen werden sollten. Mit der Kommune Samsø konnte die Reederei keine Einigung erzielen, so dass der Anleger in Sælvig nicht auf das neue Schiff angepasst wurde und die Samsø daher nicht auf dieser Strecke einsetzbar war. Infolgedessen verschob Danske Færger die Abnahme der Fähre. Am 17. November 2011 meldete die Sietas-Werft Insolvenz an, woraufhin die fertiggestellte Samsø als Auflieger in Hamburg verblieb. Im Februar 2012 entschied sich Danske Færger dazu, die Fähre als Eigner zu übernehmen und sie anstatt des bestellten dritten Schiffs im Liniendienst zwischen Spodsbjerg und Tårs einzusetzen. Sie bekam hierzu am 23. Februar 2012 den neuen Namen Lolland. Gleichzeitig annullierte die Reederei im Einvernehmen mit dem Insolvenzverwalter der Sietas-Werft den Bauvertrag für die dritte Fähre. Die Lolland wurde am 5. März 2012 abgeliefert und zunächst nach Svendborg überführt. Am 21. März traf das Schiff in Spodsbjerg ein, wo es am 24. März von Bente Dam Kristensen, der Ehefrau des damaligen Verkehrsministers Henrik Dam Kristensen, auf den Namen Lolland getauft wurde. Die Indienststellung erfolgte am 16. April 2012.

### Langeland
Die zweite Typ-185-Fähre schwamm am 15. April 2012 auf und absolvierte am 5. Mai ihre erste Probefahrt. Die Ablieferung fand am 24. Mai 2012 statt. Das Schiff wurde am 8. Juni in Nakskov auf den Namen Langeland getauft und am 10. Juni 2012 auf der Strecke zwischen Spodsbjerg und Tårs in Dienst gestellt, wo es seitdem gemeinsam mit der Lolland fährt.

### NB 1297
Die Aufbauten der dritten Fähre waren im Oktober 2011 aus Danzig angeliefert worden. Nach der Annullierung des Bauvertrags am 12. Februar 2012 wurde vom Insolvenzverwalter der Sietas-Werft beschlossen, die vorhandenen Aufbauten und Rumpfsektionen zu einem schwimmfähigen Rohbau zusammenzufügen. Dieser schwamm im Juli 2012 auf und verblieb danach als Teil der Konkursmasse in Hamburg-Neuenfelde. Im Juli 2015 kaufte ein griechischer Eigner das halbfertige Schiff, das daraufhin den Namen Dami bekam. Der Rohbau wurde am 21. August 2015 mit Hilfe des Schleppers Europe (IMO 8518168) zur griechischen Insel Salamis überführt, wo er am 11. September 2015 eintraf und seitdem als Auflieger im Hafen Ampelakia verlieben ist (Stand Mai 2020).

## Technik
Die Typ-185-Fähren entstanden in Sektionsbauweise, wobei ihre Aufbauten in Polen vorgefertigt und anschließend per Ponton zur Sietas-Werft nach Hamburg geschleppt wurden. Die Schiffe haben eine Gesamtlänge von 99,90 m (95,00 m Lpp) und eine Breite von 18,20 m. Ihre Höhe vom Kiel bis zum Hauptdeck beträgt 4,25 m. Die Samsø war ursprünglich mit einer Tragfähigkeit von 750 dwt und einem maximalen Tiefgang von 3,00 m registriert worden. Später wurden die nach Dänemark gelieferten Fähren mit 949 dwt (Lolland) beziehungsweise 972 dwt (Langeland) und einem maximalen Tiefgang von 3,25 m vermessen. Die Tragfähigkeit der 2015 abgelieferten Dami beträgt 800 dwt.
Die dieselelektrisch angetriebenen Schiffe verfügen über je fünf Caterpillar-C32-Zwölfzylinder-Dieselmotoren, die zusammen 4.100 kW (5.574 PS) leisten.
Aus Sicherheitsgründen wurden die fünf Dieselmotoren auf zwei Maschinenräume verteilt, wobei sich drei im heckseitigen und zwei im bugseitigen Maschinenraum befinden. Werftseitig sind die Schiffe auf einen Alternativbetrieb mit LNG als Brennstoff vorbereitet worden. Die Fähren besitzen vier Propellergondeln (Azi-Pods) mit jeweils zwei Schottel-Ruderpropeller (STP Twin Propeller). Ihre Dienstgeschwindigkeit beträgt 16 Knoten.
Die Schiffe sind für maximal 600 Passagiere ausgelegt, wobei 150 Sitzplätze im Außenbereich des Passagierdecks liegen. Das Hauptdeck verfügt über sechs Fahrspuren mit insgesamt 500 Spurmeter und hat Staukapazitäten für 100 PKW. Es wird durch die Aufgänge zu den oberen Decks in zwei Bereiche geteilt. Auf den vier an Steuerbord liegenden Fahrspuren können PKW und LKW gestaut werden, auf den beiden an Backbord liegenden Fahrspuren ausschließlich PKW. Über diesen zwei Fahrspuren befindet sich ein halbseitig eingezogenes Zwischendeck, das als Mezzanine-Deck bezeichnet wird. Das Mezzanine-Deck, auf dem weitere 22 PKW gestaut werden können, hat zwei Fahrspuren mit jeweils 55 Spurmeter und besitzt an beiden Enden absenkbare Rampen.

## Die Schiffe
| Sietas Typ 185 | Sietas Typ 185 | Sietas Typ 185 | Sietas Typ 185                    | Sietas Typ 185               | Sietas Typ 185 | Sietas Typ 185 |
| Bauname        | Bau- nummer    | IMO- Nummer    | Kiellegung Stapellauf Ablieferung | Auftraggeber                 | Umbenennungen und Verbleib |                |
| -------------- | -------------- | -------------- | --------------------------------- | ---------------------------- | --- | -------------- |
| Samsø          | 1295           | 9594690        | 08.06.2011 30.07.2011 05.03.2012  | Nordic Ferry Services, Rønne | abgeliefert als Lolland, so 2024 in Fahrt |                |
| Langeland      | 1296           | 9596428        | 01.07.2011 15.04.2012 24.05.2012  | Nordic Ferry Services, Rønne | so 2024 in Fahrt |                |
| NB 1297        | 1297           | 9596430        | xx.xx.2012 xx.07.2012 21.08.2015  | Nordic Ferry Services, Rønne | abgeliefert als Rohbau Dami, am 11. September 2015 in Ampelakia auf der Insel Salamis eingetroffen und dort als Auflieger verblieben, Stand Juni 2024 in Bau |                |